# Равнобедренный прямоугольный треугольник

Равнобедренный прямоугольный треугольник

Описанная и вписанная окружность в равнобедренном прямоугольном треугольнике. Расстояние между центрами окружностей одинаковы:.

Равнобедренный прямоугольный треугольник и обычный равнобедренный треугольник с равными описанной и вписанной окружностями.

Равнобедренный прямоугольный треугольник — это треугольник, являющийся одновременно равнобедренным и прямоугольным. В этом треугольнике каждый внутренний угол равен 45°:
{\displaystyle \alpha =\beta =45^{\circ }={\frac {\pi }{4}}\!\,,}
третий внутренний угол — прямой:
{\displaystyle \gamma =180^{\circ }-2\alpha =90^{\circ }={\frac {\pi }{2}}\!\,,}
Внутренние углы имеют соотношение 1 : 1 : 2.
Каждая боковая сторона равна:
{\displaystyle a=b={\frac {c{\sqrt {2}}}{2}}\!\,,}
а основание равно:
{\displaystyle c=a{\sqrt {2}}\!\,,}
стороны соотносятся как 1 : 1 : √2. Боковые стороны являются катетами, основание — гипотенузой.
Высота, опущенная на гипотенузу, равна её половине:
{\displaystyle h_{c}={\frac {a{\sqrt {2}}}{2}}={\frac {c}{2}}=R\!\,,}
где R — радиус описанной окружности.

## Периметр
Периметр равнобедренного прямоугольного треугольника равен
{\displaystyle P=a+b+c=a(2+{\sqrt {2}})\!\,.}

## Площадь
Площадь равнобедренного прямоугольного треугольника равна
{\displaystyle S={\frac {a^{2}}{2}}={\frac {c^{2}}{4}}\!\,.}
Также площадь равнобедренного прямоугольного треугольника можно выразить при помощи формулы Герона:
{\displaystyle S={\sqrt {p(p-a)^{2}(p-a{\sqrt {2}})}}\!\,,}
где p — полупериметр равнобедренного прямоугольного треугольника:
{\displaystyle p={\frac {P}{2}}=a\left(1+{\frac {\sqrt {2}}{2}}\right)\!\,.}

## Общие характеристики

### Описанная и вписанная окружности
Равнобедренный прямоугольный треугольник, как и все треугольники, является бицентрическим. В нём:
| {\displaystyle r\!\,} | {\displaystyle R\!\,}                                                                   | {\displaystyle a\!\,}                                                                  | {\displaystyle c\!\,}                                           |
| {\displaystyle R\left({\sqrt {2}}-1\right)={\frac {a}{2}}\left(2-{\sqrt {2}}\right)={\frac {c}{2}}\left({\sqrt {2}}-1\right)\!\,} | {\displaystyle {\frac {r}{{\sqrt {2}}-1}}={\frac {a}{2}}{\sqrt {2}}={\frac {c}{2}}\!\,} | {\displaystyle {\frac {2r}{2-{\sqrt {2}}}}=R{\sqrt {2}}={\frac {c}{2}}{\sqrt {2}}\!\,} | {\displaystyle {\frac {2r}{{\sqrt {2}}-1}}=2R=a{\sqrt {2}}\!\,} |

Здесь r — радиус вписанной окружности, R — радиус описанной окружности, a — катеты и c — гипотенуза треугольника.

Неправильное покрытие евклидовой плоскости равнобедренными прямоугольными треугольниками

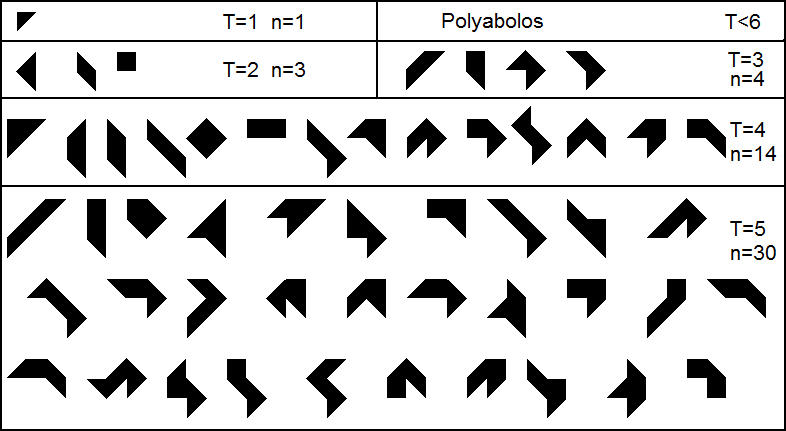
Поляболы с одним-пятью основными символами

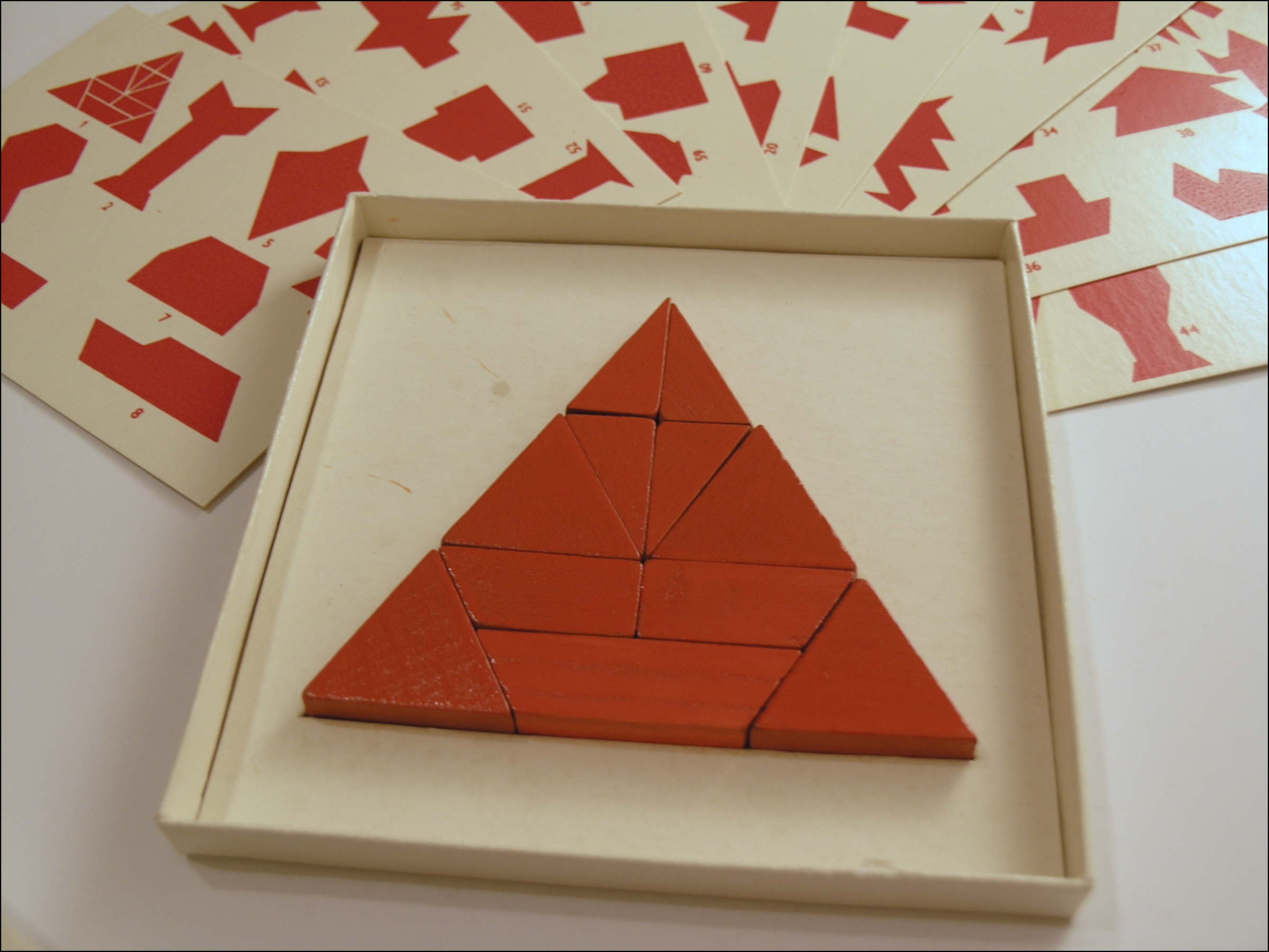
Четыре равнобедренных прямоугольных треугольника вместе с другими семью основными фигурами образуют Бермудский треугольник, версию головоломки пазл

Расстояние между центрами вписанной и вписанной окружности d равен радиусу вписанной окружности r и задается уравнением Эйлера:
{\displaystyle d^{2}=R(R-2r)={\frac {a^{2}}{2}}\left(3-2{\sqrt {2}}\right)\!\,}
{\displaystyle d=r={\frac {a}{2}}\left(2-{\sqrt {2}}\right)=a{\sqrt {{\frac {1}{2}}\left(3-2{\sqrt {2}}\right)}}\approx 0,2928932\,a\!\,.}
Равнобедренный треугольник, имеющий равные описанную и вписанную окружность и одинаковые расстояния между их центрами ({\displaystyle d=r\,}), имеет углы:
{\displaystyle \alpha =\beta =\operatorname {arc\,tg} {\frac {4-{\sqrt {2}}}{{\sqrt {2}}{\sqrt {8{\sqrt {2}}-11}}}}\approx 72,968751^{\circ }\!\,,}
{\displaystyle \gamma =180^{\circ }-2\alpha \approx 34,062496^{\circ }\!\,.}

### Покрытие евклидовой плоскости
Прямоугольный равнобедренный треугольник является одним из трех треугольников, которые покрывают евклидову плоскость. Только равносторонними треугольниками (треугольник 60-60-60), который является правильным многоугольником, можно правильно покрыть плоскость. Третий треугольник, который неправильно покрывает плоскость, представляет собой прямоугольный треугольник 30-60-90. Эти три треугольника — треугольники Мёбиуса, что означает, что они покрывают плоскость, не перекрываясь, зеркалируя их стороны (см. Треугольная группа).

### Полиформы в головоломках
Полиформы, основными фигурами которых являются равнобедренные прямоугольные треугольники, — это поляболы.
Пять равнобедренных прямоугольных треугольников вместе с одним квадратом и одним параллелограммом образуют головоломку пазл.